# Socket 8
Socket 8 — процессорный разъём, применявшийся исключительно для процессоров Pentium Pro и Pentium II OverDrive.

## История
По мере увеличения внутренних частот процессоров и наращивания объёма кэша 2-го уровня возникла проблема внедрения данного кеша в процессор. Эта проблема была решена достаточно быстро. Вскоре после появления процессора Pentium 75 появился процессор нового поколения — Pentium Pro. Данный процессор содержал в себе сразу два кристалла — процессора и кеша, соединённые между собой специальной шиной.
Из-за такой конструкции процессор получился прямоугольной формы. Аналогичной формой обладал и разъём Socket 8 для него. Из-за ряда недоработок и высокой стоимости Pentium Pro данное направление широкого распространения не получило даже в высокопроизводительных компьютерах. Новые технологии, такие как MMX, в Pentium Pro внедрены не были. На смену Pentium Pro и Socket 8 пришли Pentium II и Slot 1.
В 1998 году был выпущен процессор Pentium II OverDrive — самый мощный официально выпущенный процессор для этого разъёма. Позднее фирма PowerLeap произвела процессорный переходник PL-PRO/II Socket 8 → Socket 370, что позволило модернизировать компьютеры установкой Celeron Mendocino или Coppermine-128. Pentium II и Celeron принесли поддержку технологии MMX в платформу на основе сокета 8, а процессор на ядре Coppermine-128 и технологию SSE.